# Jesús Hermida
Jesús Hermida Pineda (Huelva, 28 de junio de 1937 - Madrid, 4 de mayo de 2015) fue un periodista español, entre cuyos méritos se encontraba el de haber sido el primer corresponsal de Televisión Española en Nueva York.

## Biografía
Hijo de una familia de pescadores (huérfano de padre, desaparecido en la mar), nació en Huelva el 28 de junio de 1937. Realizó sus estudios superiores en la Facultad de Filosofía y Letras de Madrid y los de Periodismo en la Escuela Oficial de Periodismo. Hermida comenzó a trabajar como redactor del semanario Signo, de Acción Católica, en la agencia Europa Press y, más tarde, como reportero de La Actualidad Española.
En 1967, cuando ocupaba el cargo de redactor jefe del diario Informaciones, accedió definitivamente a Televisión Española (TVE). En 1968 se hizo cargo de la corresponsalía de TVE en Nueva York, puesto en el que permaneció más de 11 años y en el que alcanzó gran popularidad con su inconfundible estilo. Al año siguiente (1969) hizo la retransmisión de la llegada del hombre a la Luna para RTVE.
Durante el decenio de 1970 realizó comentarios semanales para el noticiario 24 horas, de la empresa mexicana Televisa, conducido por Jacobo Zabludovsky, uno de los iconos de la televisión mexicana. Hermida se despedía con la frase «Buenas noches y la paz».
En 1978 regresó a España y vuelve a la televisión como director, presentador y entrevistador, en espacios como el programa de entrevistas De cerca, el informativo Crónica 3 y el espacio de debate Su turno, entre otros. Hombre polifacético, durante esta temporada comenzó también en la radio, pero la Ley de Incompatibilidades lo obligó a elegir entre ambos medios y, después de muchas dudas, optó por la radio, con programas como La hora cero, Radio 80 serie oro y Viva la gente.
En 1987 volvió a TVE y obtuvo el Premio Víctor de la Serna concedido por la Asociación de la Prensa de Madrid; la reaparición en la cadena pública fue con el espacio Por la mañana, que consagró su popularidad. Se trataba de un programa de cuatro horas de duración, con diferentes secciones y contenidos, que supuso el relanzamiento de profesionales veteranos en los medios de comunicación como María Teresa Campos y Javier Basilio, así como una auténtica cantera de promesas luego convertidas en estrellas televisivas como Nieves Herrero, Consuelo Berlanga, Irma Soriano, Miriam Díaz-Aroca y Patricia Vico. Todas ellas conocidas en esa etapa como «chicas Hermida».
En 1990, tras haber dirigido el Telediario nocturno, hizo sus últimas aportaciones en RTVE y estableció la fecha final de sus funciones en esta cadena para 1991. A partir de este momento, comenzó una nueva etapa de su vida profesional en las cadenas privadas.
En mayo de 1992 fue nombrado director de Antena 3 Televisión, cadena a la que estuvo vinculado prácticamente desde que se creó hasta octubre de 2003. Durante ese tiempo presentó desde espacios de entretenimiento como El programa de Hermida hasta tertulias políticas y de actualidad como La noche de Hermida, Con Hermida y compañía, La hora H, Sin límites y Los comunes. Hermida fue el fundador y primer presidente de la Academia de las Ciencias y las Artes de Televisión de España en España.
Copresentó la gala 2000 y una Noche junto a Manolo Sarriá, María del Monte, Chiquito de la Calzada, Miguel Caiceo, Carmen Janeiro, Víctor Janeiro, Fernando Romay, Arturo Fernández y Cristina Almeida. En octubre de 2004 se incorporó a Castilla-La Mancha TV, para presentar la segunda edición de Castilla-La Mancha Noticias. En noviembre de 2005 el Consejo de la Academia de Televisión le concedió el premio «Toda una vida» en reconocimiento a su brillante trayectoria profesional. En 2006 volvió a TVE para presentar el programa La imagen de tu vida y un año después condujo La tele de tu vida, variante del anterior.
El 20 de julio de 2009 se emitió el especial de RTVE Regreso a la Luna, en el que Hermida celebraba el 40.º aniversario de la retransmisión del primer alunizaje. En noviembre de 2012 fue galardonado con el Premio Nacional de Televisión 2012 por su profunda trayectoria profesional como periodista, creador y conductor de programas televisivos. En enero de 2013, entrevistó al rey Juan Carlos I en TVE (La noche del rey) que cumplía su 75.º aniversario, que fue muy comentada en diversos medios y las redes sociales. El 16 de noviembre de 2013, la Federación de Asociaciones de Radio y Televisión de España, en su XLI edición, lo galardonó con la Antena de Oro 2013 a la trayectoria profesional.
Falleció en Madrid el 4 de mayo de 2015 a los setenta y siete años de edad, a causa de un infarto cerebral, según confirmó su familia a la Asociación de la Prensa de Televisión.

## Trayectoria en televisión
- Telediario (1968-1979), en TVE, como corresponsal.
- 24 horas (1970) en TVE.
- Tribuna internacional (1979-1980) en TVE.
- De cerca (1980-1981) en TVE.
- Crónica 3 (1981) en TVE.
- Su turno (1981-1983) en TVE.
- Por la mañana (1987-1989) en TVE.
- A mi manera (1989-1990) en TVE.
- Telediario (1990-1991) en TVE.
- El programa de Hermida (1991-1992) en Antena 3 Television.
- La noche de Hermida (1992-1993) en Antena 3 Television.
- Con Hermida y Cía (1993-1996) en Antena 3 Television.
- La hora H (1996-1997) en Antena 3 Television.
- Sin límites (1998) en Antena 3 Television.
- Los comunes (1999) en Antena 3 Television.[15]
- CMT Noticias 2 (2004-2005) en Castilla-La Mancha Televisión.
- La imagen de tu vida (2006) en TVE.

## Cargos
| título = PresidenteOficial de la ATV
| período = 1997-1998
| predecesor = 1.er presidente

## Premios
- Gran Cruz de la Orden Civil de Alfonso X El Sabio (2016). A título póstumo.

| Premio                        | Año  | Categoría                                         |
| ----------------------------- | ---- | ------------------------------------------------- |
| Premio Nacional de Televisión | 2012 | Trayectoria Periodística                          |
| Premio Ondas                  | 2000 | Nacionales de televisión: Mejor labor profesional |
| Premio Ondas                  | 1989 | Nacionales de televisión                          |
| Premio Ondas                  | 1974 | Nacionales de televisión                          |
| Antena de Oro                 | 1987 | Mejor Presentador                                 |
| Antena de Oro                 | 1995 | Extraordinaria                                    |
| Antena de Oro                 | 2013 | Trayectoria Profesional                           |
| Premios ATV                   | 2005 | Trayectoria Profesional                           |
| TP de Oro                     | 1987 | Mejor Presentador                                 |
| TP de Oro                     | 1982 | Mejor Presentador                                 |